# What if?
What if? é um série de televisão belga criada e dirigida por Tim Van Aelst para o canal 2BE. A série estrelada por Bruno Vanden Broecke, Koen De Graeve, Charlotte Vandermeersch e Sara De Bosschere deu origem ao spin-off Wat Als?.

## Enredo
What if? transporta seus espectadores para uma realidade que nunca existiu, mas que facilmente poderia ter acontecido. Cada episódio começa com a premissa absurda "E se...?" (What if?), como em "E se Jesus fosse um comediante stand-up?", "E se todos os policiais fossem gays?" ou "O que aconteceria se todo mundo fosse cego?".

## Elenco
- Ben Segers
- Bruno Vanden Broecke
- Ruth Beeckmans
- Günther Lesage
- Sara De Bosschere
- Bert Haelvoet
- Koen De Graeve (2º temporada)
- Luc Nuyens
- Robrecht Vanden Thoren
- Nico Sturm
- Charlotte Vandermeersch